# Elsie Petrén
Elsie Petrén, född 1954, är en svensk författare och musiker (saxofonist). Hon är bland annat känd för sina barnböcker om den saxofonspelande kommissarǐe Tax samt ett mångårigt musicerande i olika konstellationer. Med bandet Violet Green and All Between har hon spelat blues och annan musik från tidigt 1900-tal.

## Biografi

### Bakgrund
Petrén gick i grundskolan i Haninge och studerade därefter vid Tillskärarakademin. Efter ett antal års vikarierande som textillärare har hon sytte och designat egna kläder.
I 20-årsåldern började Petrén ta lektioner i saxofonspelande, varefter följde studier på musiklinjen vid Birkagårdens folkhögskola.

### Musikkarriär
Under många år var musikspelandet en huvudsysselsättning för Elsie Petrén. Hon skrev sångtexter och spelade saxofon både i rock- och teatersammanhang, inklusive visst turnerande i Europa. I samband med detta startade hon ett eget skivbolag och hon producerade både teater- och dansföreställningar.

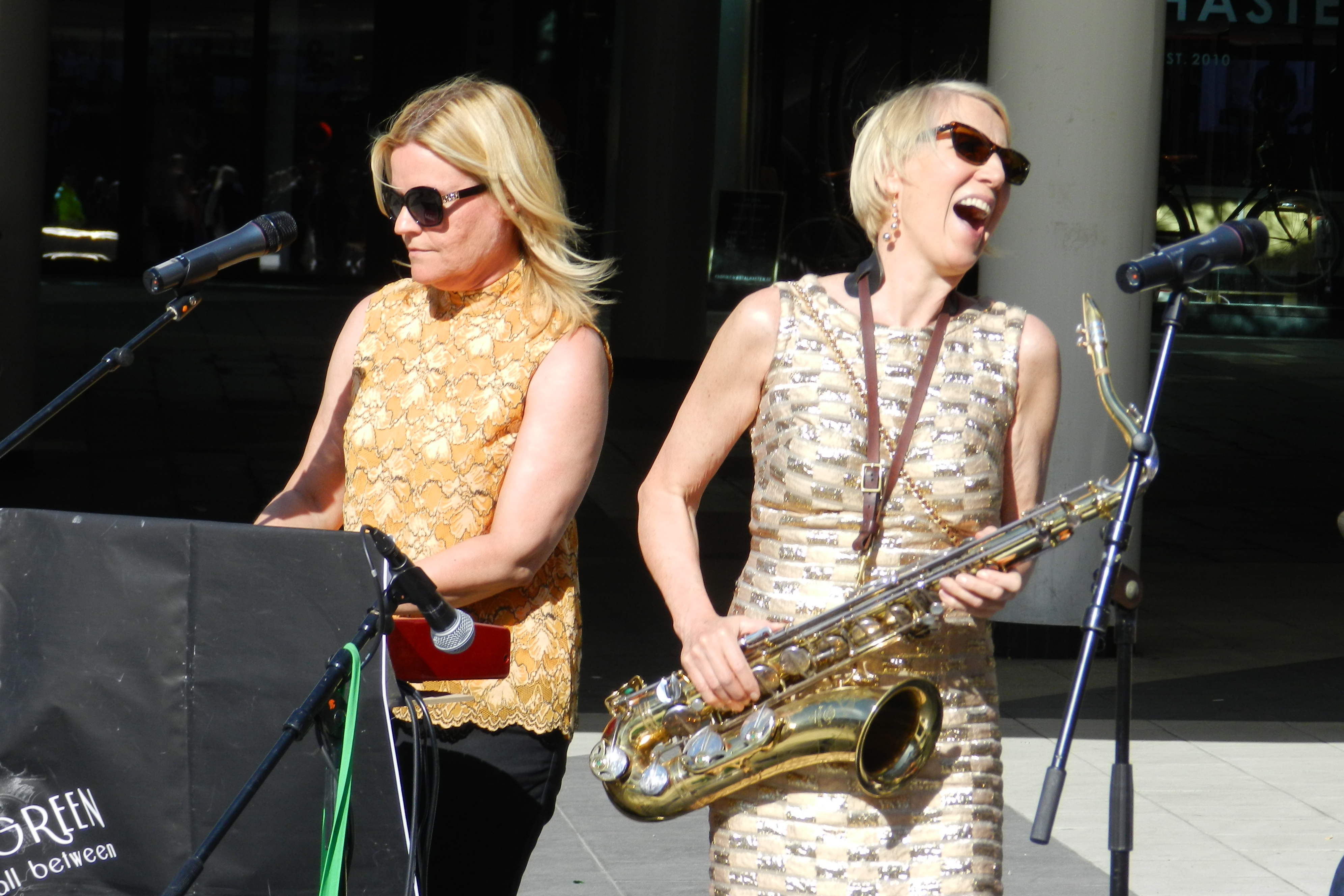
Elsie Petrén (till höger) och Anna Hammarsten under spelning med Violet Green and All Between i Stockholm 19 maj 2018.

Petrén har relaterat till sitt författarskap gett ut CD-skivan Kommissarie Tax – Tio låtar och ett mysterium (2004). Som duon Blom & Petrén producerade hon 1996 albumet Closer. I den sistnämnda duon delade hon scenen med Maria Blom. Petréns musikrepertoar rör sig mellan rock, blues, soul och pop.
Hon spelar sedan 2010-talet med bandet Violet Green and All Between, som hyllar kvinnliga blues- och rockdivor från 1900-talets början fram till nutid. De har bland annat presenterat föreställningen (Tell It Like It Is –) A tribute to women pioneers in blues and rock'n roll, där fokus inte minst sattes på den klassiska vaudeville-eran 1900–1930 och där den osynliga homoerotiska kulturen spelade stor roll för många kvinnors utvecklande av sin egen sexualitet och identitet. Bandet har turnerat runt som del av Riksteatern.

### Författande
1995 kom Petréns första bok Liten handbok för nybörjare i skivbranschen. Fem år senare sadlade hon om, när hon via Kommissarie Tax och Ismysteriet (den första delen i Kommissarie Tax-serien) inledde en ny karriär, som barnboksförfattare. Huvudfigur i den hittills sex böcker lång serien är en saxofonspelande polishund. Karriärskiftet sammanföll med den graviditet som ledde till att Petréns dotter föddes.
Därefter har hon bland annat producerat böcker i bokserierna Zäta, Adrian och Skuggmyra. Många av böckerna är deckare eller mysterier.

## Verk

### Diskografi
- Closer (1996, utgivet som Blom & Petrén)

- Kommissarie Tax – Tio låtar och ett mysterium (2004)

## Priser och utmärkelser
- Ture Sventon-priset Temmelburken (2004)[8]
- Barndeckarpriset Spårhunden (2017), för Döden i Skuggmyra[9] (nominerad 2003 och 2012[6])